# ابریشم مصنوعی

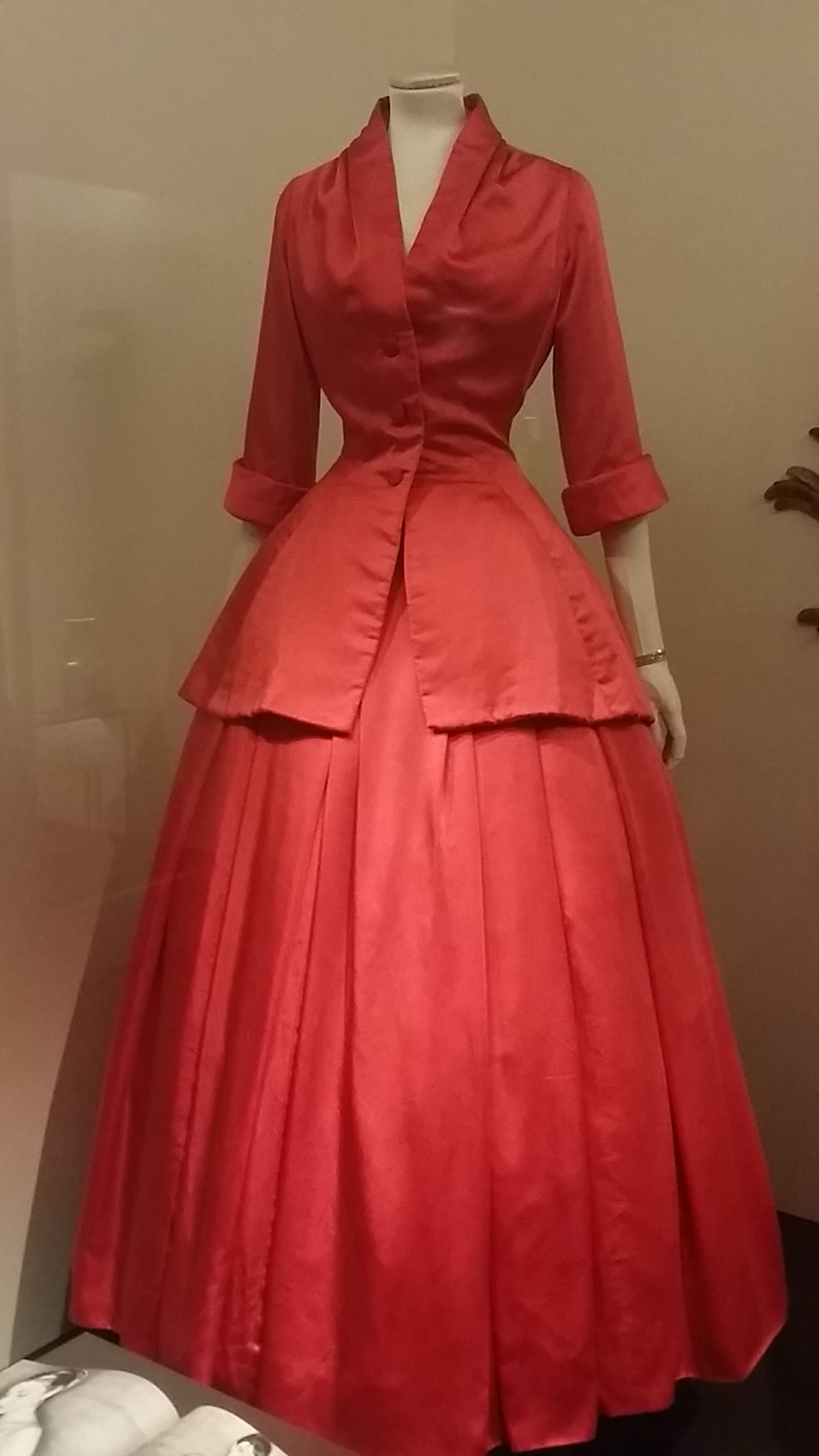
لباسی از جنس ریون

ابریشم مصنوعی (به انگلیسی: Artificial Silk) یا ریون (انگلیسی: Rayon) نوعی الیاف مصنوع است که از فیبر سلولزی بازسازی‌شده ساخته می‌شود. ابریشم مصنوعی می‌تواند گونه‌ای ساخته شود که شکل و حس انواع مختلف الیاف طبیعی از جمله ابریشم، پشم، پنبه، و پارچه کتانی را تقلید کند.
ابریشم مصنوعی را به‌عنوان ابریشم بامبو هم می‌شناسند. ابریشم مصنوعی برای اولین بار در سال ۱۸۹۱ از فیبر سلولز توسعه یافته تحت عنوان Art Silk یا ویسکوز به بازار عرضه شد. در سال ۱۹۲۴ نام فیبر به‌طور رسمی در ایالات متحده به ریون تغییر یافت، اگرچه مدتی نام ویسکوز در اروپا ادامه داشت و استفاده می‌شد، اما در صنعت این مواد را به عنوان ریون ویسکوز می‌شناسند.